# Alpheus heterochaelis
Alpheus heterochaelis is een garnalensoort uit de familie van de Alpheidae. De wetenschappelijke naam van de soort is voor het eerst geldig gepubliceerd in 1818 door Say.